# デスマスク

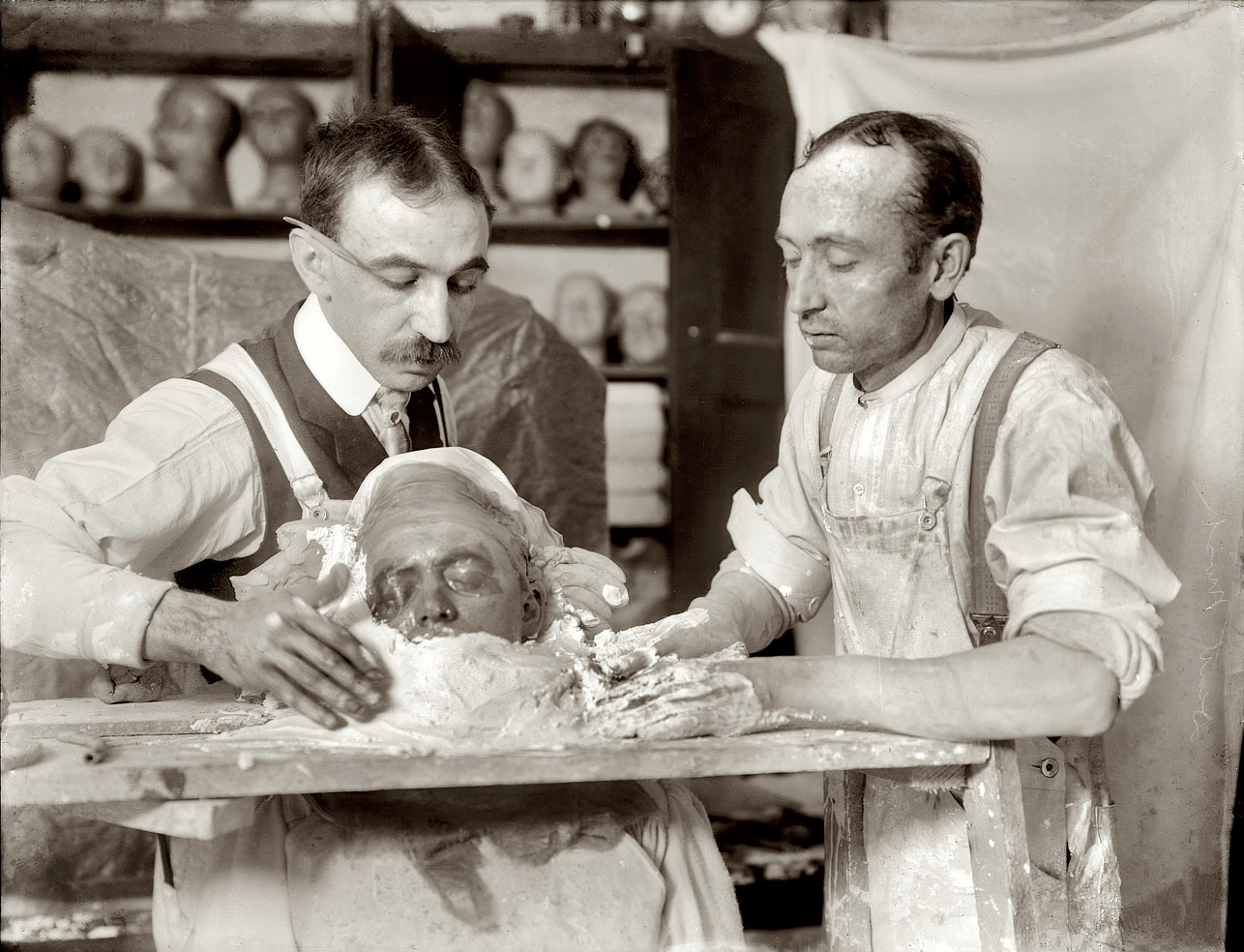
デスマスクの作成／1908年頃の米国ニューヨークにおける。

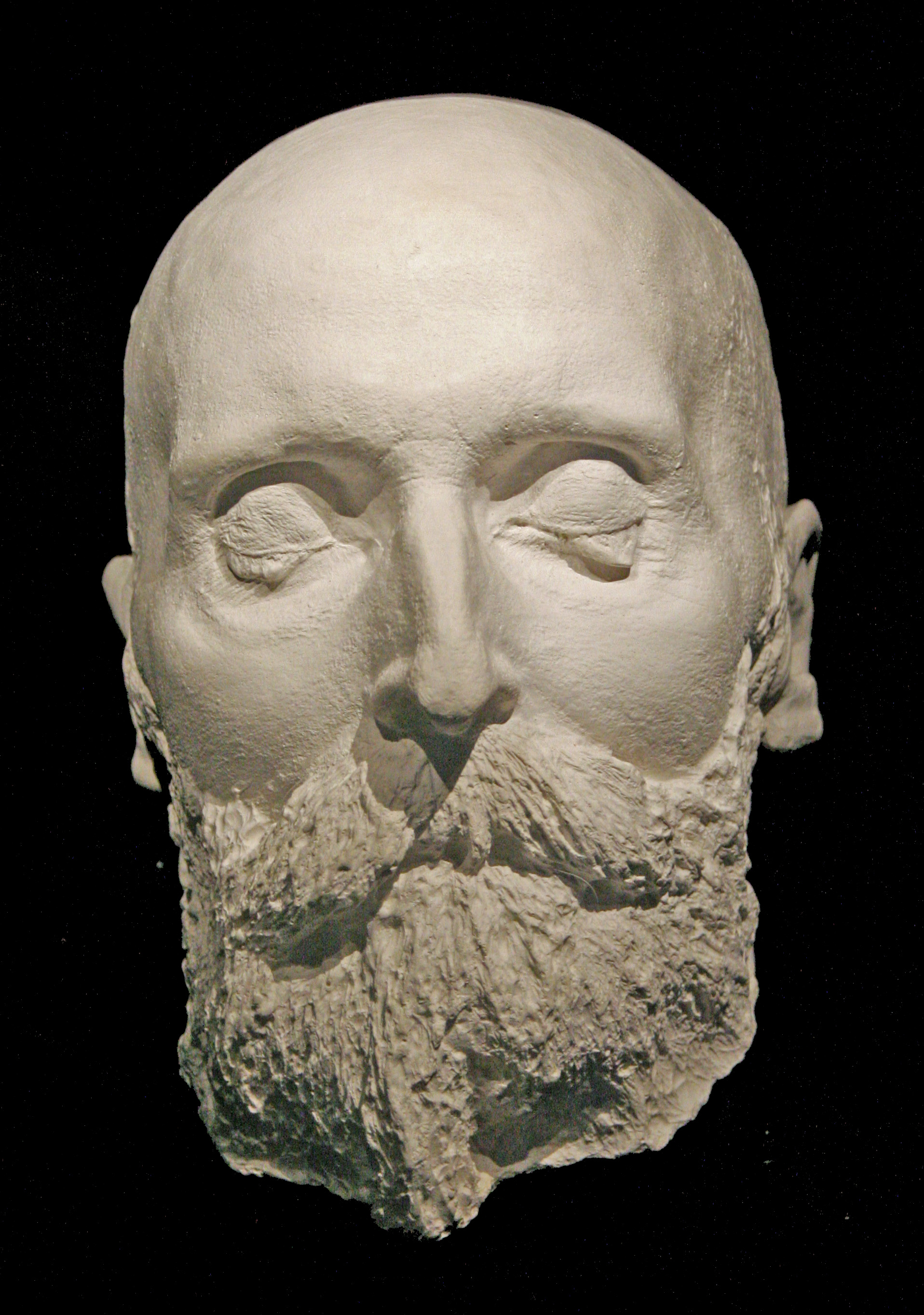
アルフレッド・ノーベルのデスマスク

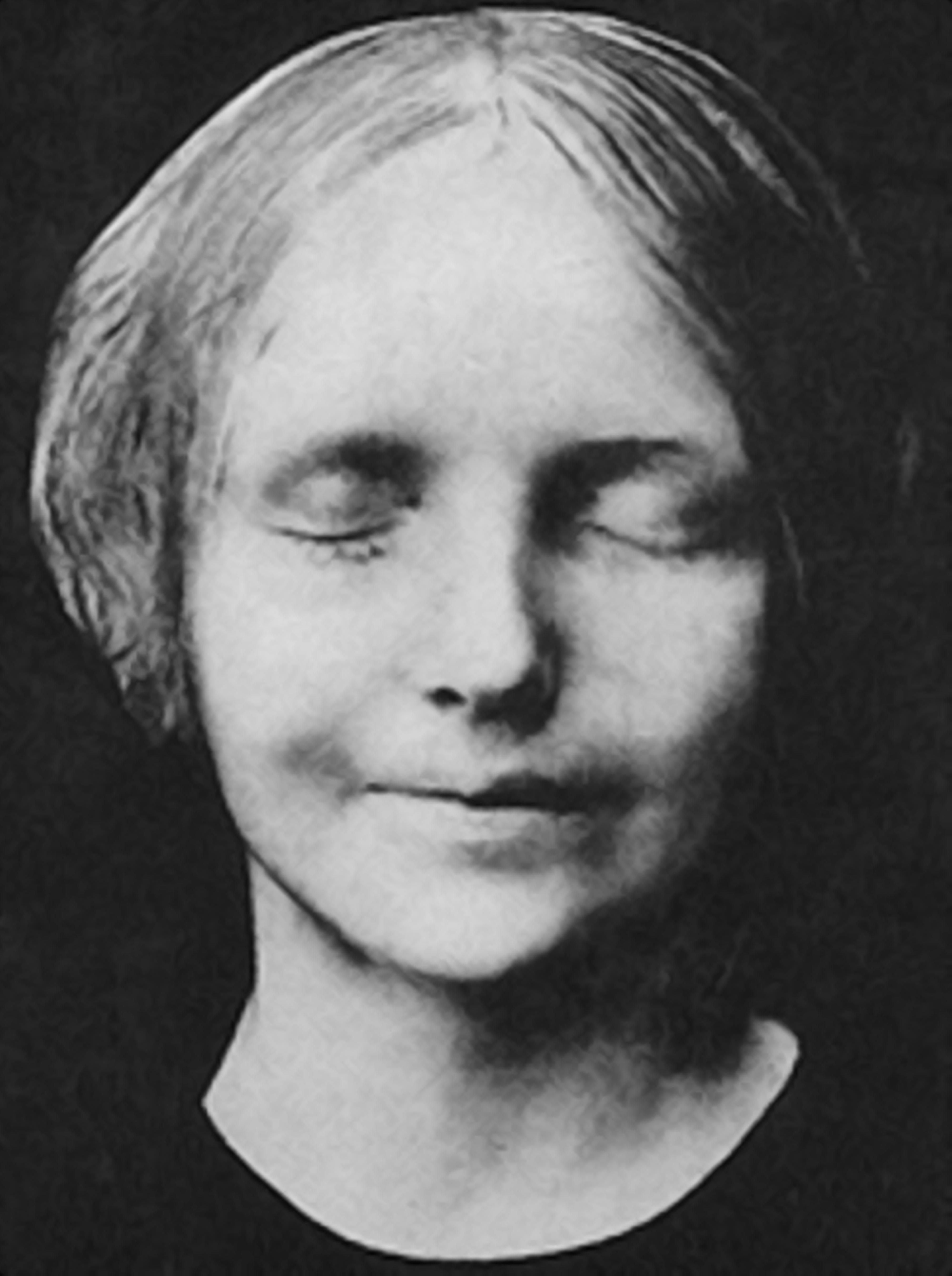
“セーヌ川の身元不明少女”のデスマスク

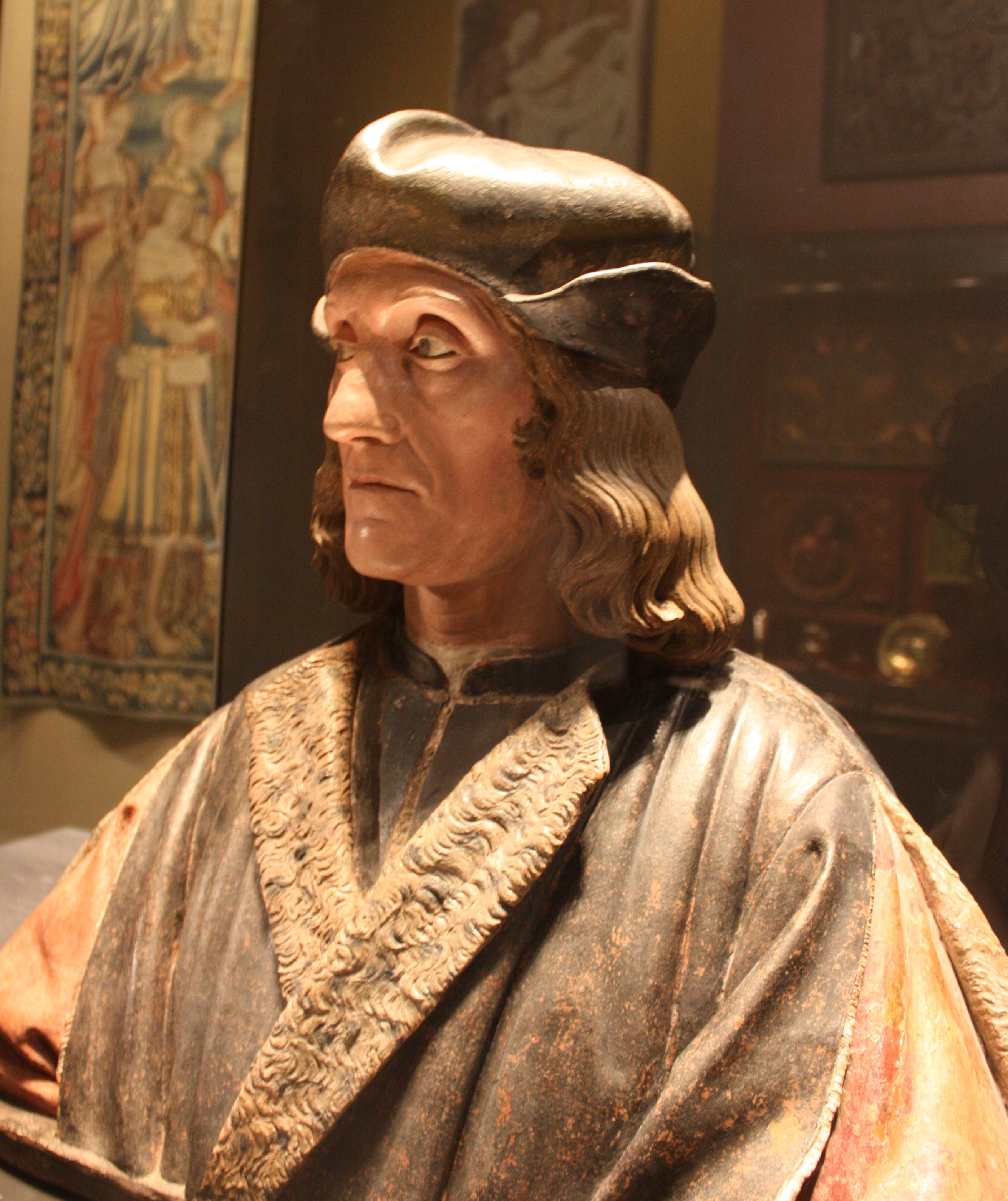
イングランド王ヘンリー7世の彫像／1512年、ウェストミンスター寺院にヘンリー7世と妃エリザベスの墓を造るようヘンリー8世から委任されたイタリアはフィレンツェの彫刻家ピエトロ・トリジアーノが、葬儀用に制作した像で、ヘンリー7世のデスマスクを一次資料とした精巧なものとなっている。

デスマスク（英語：death mask）は、石膏や蝋で死者の顔の型を取ったものをいう。作成目的としては、故人を偲ぶ遺品としての保存、肖像作成のための一次資料の確保、死生観・芸術性・倒錯などを背景とした作品や調度品の主要素材としての確保、法医学的資料としての保存などがある。時にはデスマスクの上にそのまま着色して肖像とすることもある。刑死した死刑囚のデスマスクも数多く残されている。

## 概要
古代ギリシアの歴史家ポリュビオスは、古代ローマの人々が故人そっくりに作られたマスクを普段は家の目立つところに保管し、葬儀の際にはこれを被った人間が葬列に加わると記録している。テオドール・モムゼンは、これを当初はローマのパトリキ（貴族）のみに許された権利であったと考えている（後にプレブス（平民）にも広がった）。
17世紀には、故人の彫像の一部としてデスマスクを使い、それを告別式に飾ったりするというのは、ごく一般的に広まっていた。著名人のものも多く制作されており、写真が発明される以前の人物の顔を知ることのできる資料となっている。18世紀から19世紀を通して、こうしたものが身元の確認のため遺体の特徴を明らかにする手段としても用いられるようになる。例えばキングズベリー・ランの屠殺者事件では、身元不明の被害者の情報を求めるため、デスマスクを作成、公開して情報提供を呼びかけている。のちにこの役割は徐々に写真に取って代わられるようになったが、骨相学・民俗学・考古学などの分野では、今日でもデスマスクはもちろん、あまり一般的ではないが存命中の人物のライフマスクの作成も、科学的もしくは疑似科学的な用途で行われている。

## デスマスクの作成記録がある著名人

### 紀元前
- ツタンカーメン（トゥト・アンク・アメン） - 紀元前1324年頃に死亡。ファラオ。古代エジプト人。「ツタンカーメンのマスク」を参照。
- ガイウス・ユリウス・カエサル - 紀元前44年死亡。政治家。軍人。文筆家。ラテン人。

### 18世紀以前
- ダンテ・アリギエーリ - 1321年死亡。詩人。哲学者。政治家。イタリア人。
- スコットランド王ロバート1世（ロバート・ドゥ・ブルース） - 1329年死亡。王。スコットランド人。
- イングランド王ヘンリー7世 - 1509年死亡。王侯（王、卿）。イングランド人。
- ニッコロ・マキャヴェッリ - 1527年死亡。政治思想家、官僚（外交官）。イタリア人。
- エリザベス1世 - グレゴリオ暦1603年（ユリウス暦1602/3年）死亡。女王。イングランド人。
- ウィリアム・シェイクスピア - 1616年死亡。劇作家、詩人。イングランド人。
- オリバー・クロムウェル - 1658年死亡。軍人。政治家。イングランド人。
- ブレーズ・パスカル - 1662年死亡。哲学者、神学者、数学者、物理学者。思想家。フランス人。
- ゴダート・デ・ギンケル（英語版） - 1703年死亡。軍人。オランダ人。
- アイザック・ニュートン - 1727年死亡。自然科学者、数学者、物理学者、天文学者、神学者。イングランド人。
- ベンジャミン・フランクリン - 1790年死亡。政治家、官僚（外交官）。著述家。物理学者、気象学者。実業家。アメリカ人。
- ジョージ・ワシントン - 1799年死亡。軍人。政治家（大統領等）。実業家（農場経営者）。アメリカ人。

### 19世紀
- ロバート・エメット（英語版） - 1803年死亡。民族主義者。アイルランド人。
- フェルディナント・フォン・シル - 1809年死亡。軍人。プロイセン国民。
- ジョン・キーツ - 1821年2月23日死亡。詩人。イングランド人。
- ナポレオン・ボナパルト [3] - 1821年5月5日死亡。軍人。政治家。皇帝。フランス人。

ナポレオンは追放先の孤島セントヘレナで病死したが、主治医であったイタリア人医師のアントンマルキ (en) は、ナポレオンのデスマスクを作った上で勝手に持ち去った（※異説あり）。その後、1833年になってかなりの数のレプリカを作って限定予約販売を行った。時のフランス国王ルイ18世はこれを30個も購入し、“なんだかんだ言って結局のところナポレオンが好き”という共通点のある敵対的諸侯や富豪への懐柔用の贈り物として利用したという。
- テオドール・ジェリコー - 1824年死亡。画家。フランス人。
- カール・マリア・フォン・ウェーバー - 1826年死亡。作曲家、指揮者、ピアニスト。ドイツ人。
- ルートヴィヒ・ヴァン・ベートーヴェン - 1827年死亡。作曲家。ドイツ人。
- ヨハン・ヴォルフガング・フォン・ゲーテ - 1832年死亡。詩人、劇作家、小説家。自然科学者。政治家。法律家。ドイツ人。

ゲーテは、年代の大きく異なる複数のライフマスクも作成している。
- フレデリック・ショパン - 1849年死亡。作曲家。ポーランド人。
- タラス・シェフチェンコ - 1861年死亡。詩人。画家。ウクライナ人。
- フェルディナント・ラッサール - 1864年死亡。政治学者、哲学者、法学者。社会主義者、労働運動指導者。ユダヤ人。
- エイブラハム・リンカーン - 1865年死亡。政治家（大統領等）。弁護士。アメリカ人。
- メキシコ皇帝マクシミリアーノ1世 - 1867年死亡。皇帝。オーストリア人。
- アーダルベルト・シュティフター - 1868年死亡。小説家。画家。オーストリア人。
- フスト・ホセ・デ・ウルキーサ（英語版） - 1870年死亡。政治家（大統領等）。アルゼンチン人。
- サミュエル・モールス - 1872年4月2日死亡。画家。発明家。アメリカ人。
- ベニート・フアレス - 1872年7月18日死亡。政治家（大統領等）。メキシコ人。
- ナポレオン3世 - 1873年死亡。政治家（大統領等）。皇帝。フランス人。
- 教皇ピウス9世 - 1878年死亡。カトリック司祭、ローマ教皇。イタリア人。
- ネッド・ケリー（本名：エドワード・ケリー） - 1880年死亡。盗賊。オーストラリア人。
- ベンジャミン・ディズレーリ - 1881年死亡。貴族。政治家。小説家。イングランド人。
- アルフレッド・ノーベル - 1896年死亡。化学者。発明家。実業家。スウェーデン人。

### 20世紀
- シモン・グレゴルチチ - 1906年死亡。詩人、キリスト教司祭。スロベニア人。
- ビョルンスティエルネ・ビョルンソン − 1910年4月26日死亡。作家。ノルウェー人。
- レフ・トルストイ - 1910年11月20日死亡。小説家、思想家。ロシア人。

親交のあった画家レオニード・パステルナークが作成した。
- 夏目漱石 - 1916年（大正5年）死亡。小説家、評論家、英文学者。日本人。

死を惜しんだ弟子達によって作成され、神奈川近代文学館にて厳重に保管されている。展示品ではない。
- エゴン・シーレ - 1918年死亡。画家。オーストリア人。
- アメデオ・モディリアーニ - 1920年死亡。画家、彫刻家。イタリア人。
- 森鷗外 - 1922年（大正11年）死亡。小説家、評論家、翻訳家、軍医、官僚。日本人。

鴎外記念本郷図書館（観潮楼跡）に展示。
- 中村彝 - 1924年（大正13年）死亡。画家。日本人。
- アントニ・ガウディ - 1926年死亡。建築家。カタルーニャ人。
- 山本宣治 - 1929年（昭和4年）死亡。政治家、生物学者。日本人。

2010年大阪多喜二祭の大阪多喜二展で、小林多喜二のものとともに展示された。
- 後藤新平 - 1929年（昭和4年）死亡。政治家。日本人。

3つ作られたうちの1つが台湾の台北にある臨済護国禅寺に献納されている。
- 田山花袋 - 1930年（昭和5年）死亡。小説家。日本人。
- 犬養毅 [5] - 1932年（昭和7年）死亡。政治家。日本人。
- 小林多喜二 - 1933年（昭和8年）死亡。作家、小説家。日本人。

翻訳家で小林と親交のあった千田是也が作成した。現在は小樽文学館に展示されている。
- ユゼフ・ピウスツキ - 1935年5月12日死亡。軍人、政治家（首相、国防相等）。ポーランド人。
- アルバン・ベルク - 1935年12月24日死亡。作曲家。オーストリア人。
- 魯迅 - 1936年死亡。小説家、翻訳家、思想家。中国人。
- ニコラ・テスラ - 1943年1月7日死亡。電気技師、発明家。セルビア人。
- エルヴィン・ロンメル - 1944年死亡。軍人。ドイツ人。
- ハインリヒ・ヒムラー - 1945年死亡。官僚。ドイツ人。
- ヨシフ・スターリン - 1953年死亡。政治家。ロシア人。
- アルマンド・レヴェロン（英語版） - 1954年死亡。画家。ベネズエラ人。
- 溝口健二 - 1956年（昭和31年）死亡。映画監督。日本人。
- 山口二矢 - 1960年（昭和35年）死亡。右翼活動家。日本人。
- アーサー・コンプトン - 1962年死亡。物理学者。アメリカ人。
- 川端康成 - 1972年（昭和47年）死亡。小説家、評論家。日本人。
- ミンツェンティ・ヨージェフ - 1975年5月6日死亡。カトリック枢機卿。ハンガリー人。
- フランシスコ・フランコ - 1975年11月20日死亡。軍人、政治家（総統、首相）。ガリシア人。
- アルフレッド・ヒッチコック - 1980年死亡。映画監督、映画プロデューサー。イングランド人、アメリカ人。

## ギャラリー

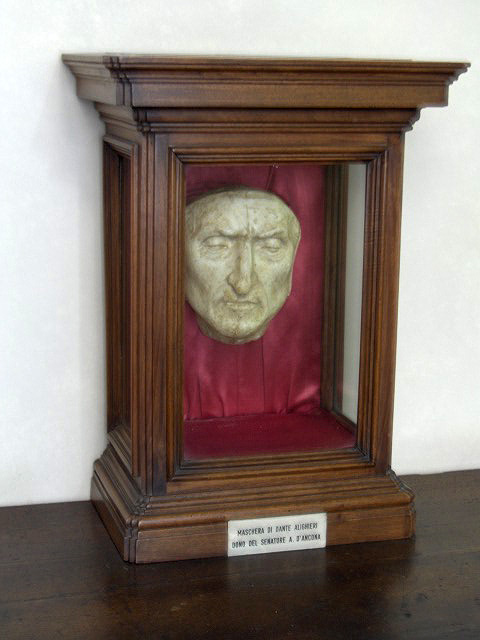
ダンテ・アリギエーリ
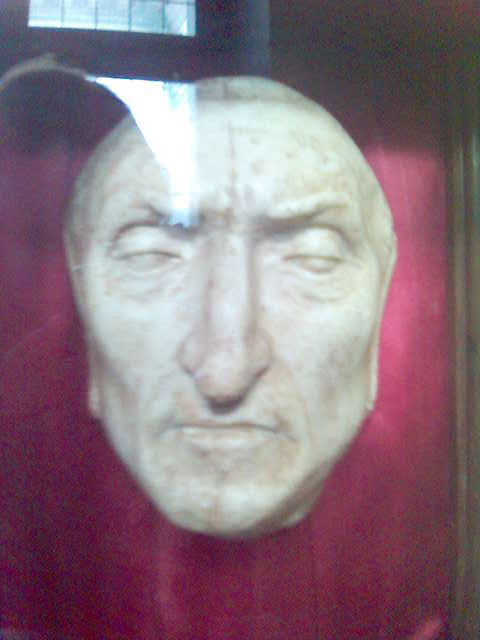
ダンテ・アリギエーリ
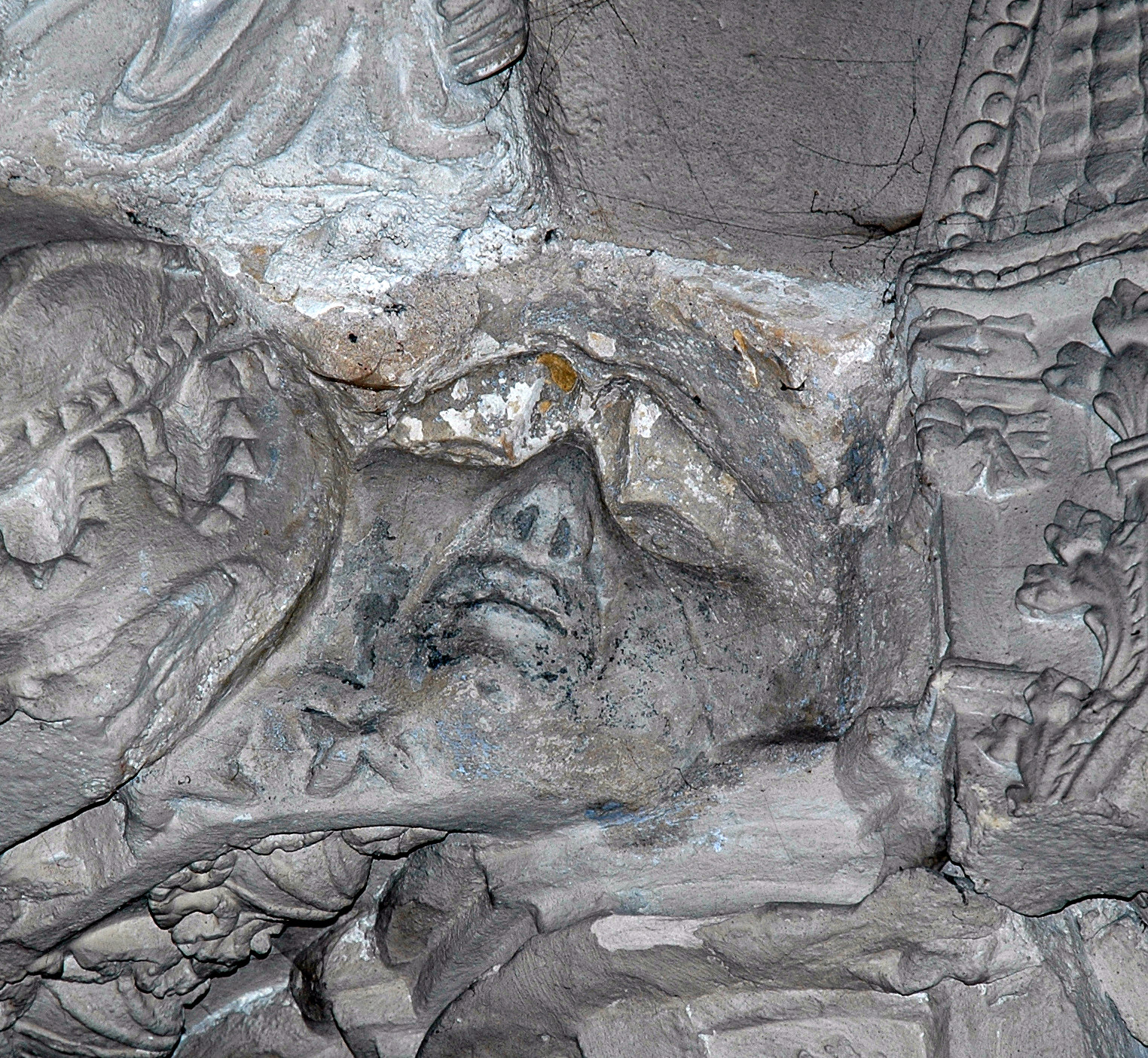
スコットランド王ロバート1世（ロバート・ドゥ・ブルース）
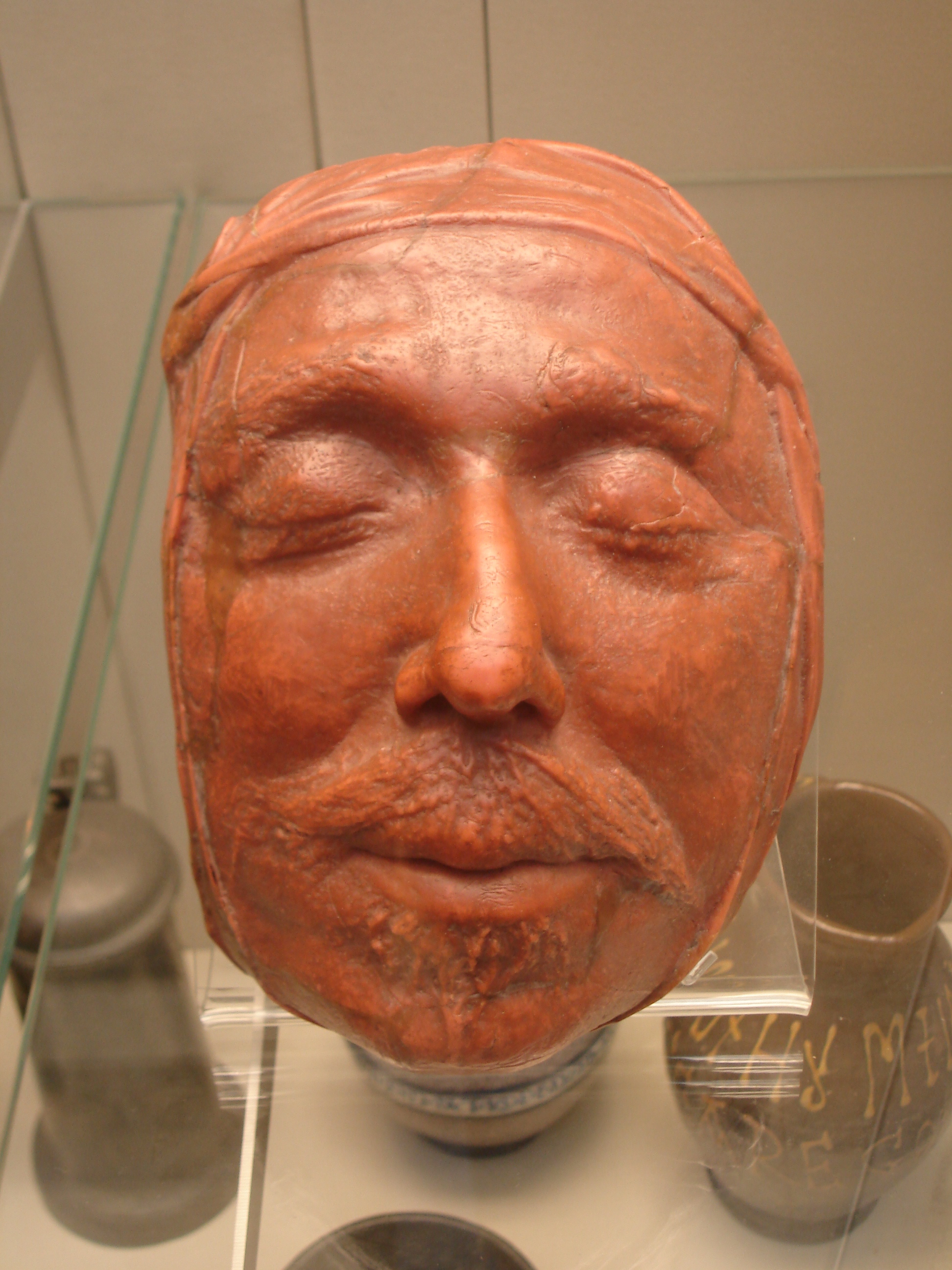
オリバー・クロムウェル
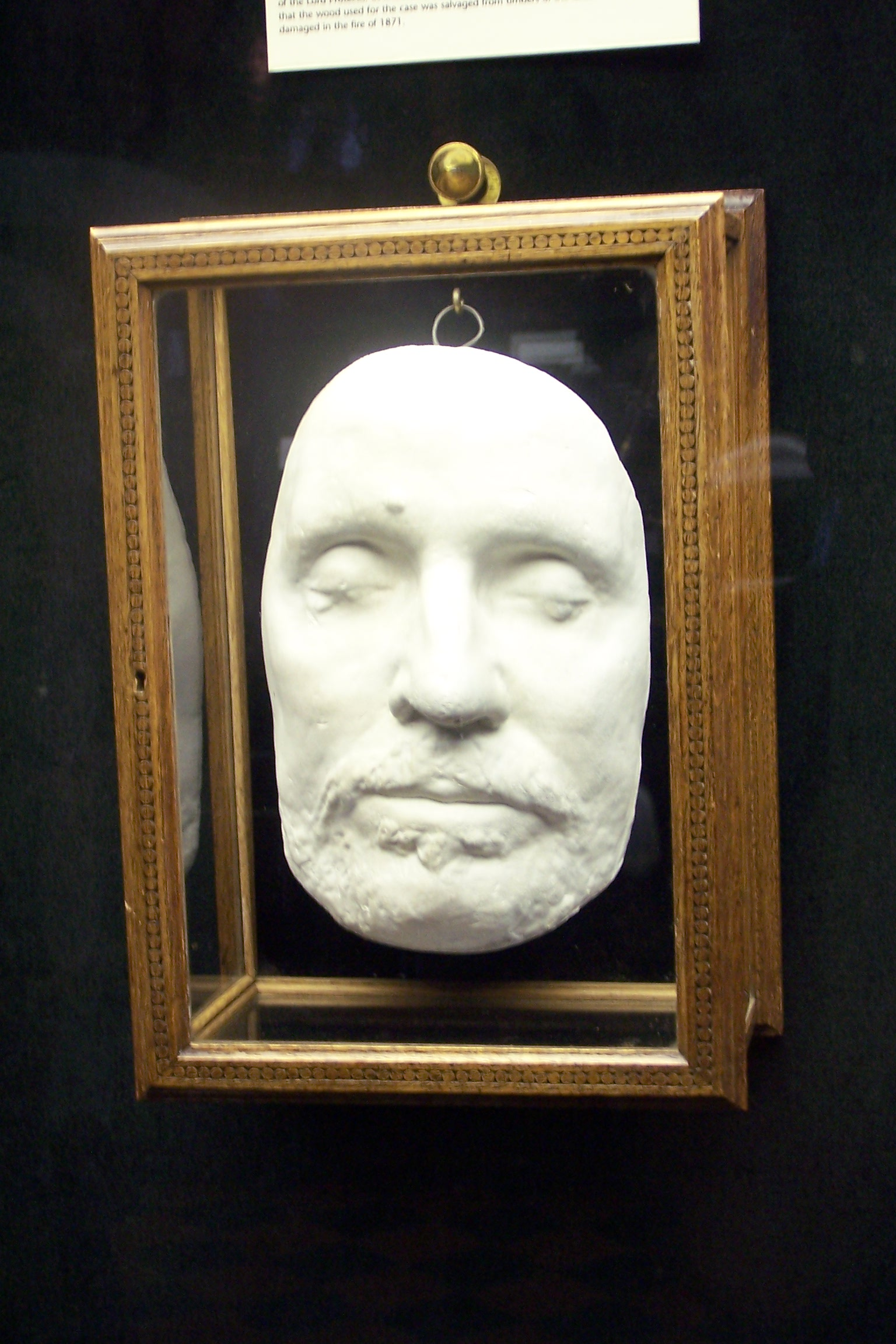
オリバー・クロムウェル
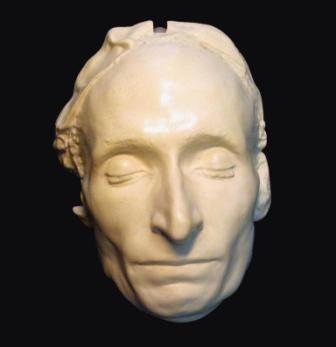
ブレーズ・パスカル
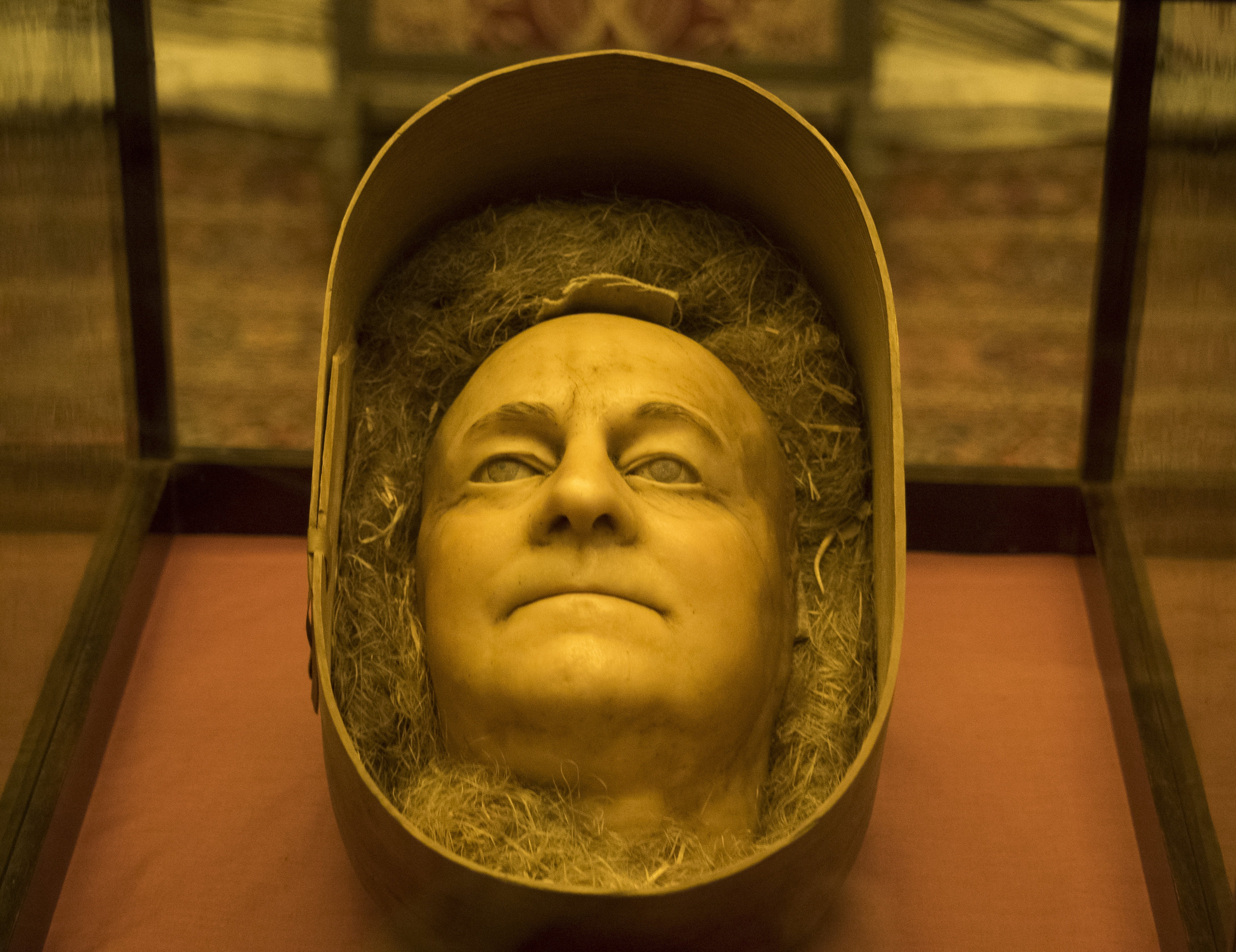
ゴダート・デ・ギンケル（英語版）
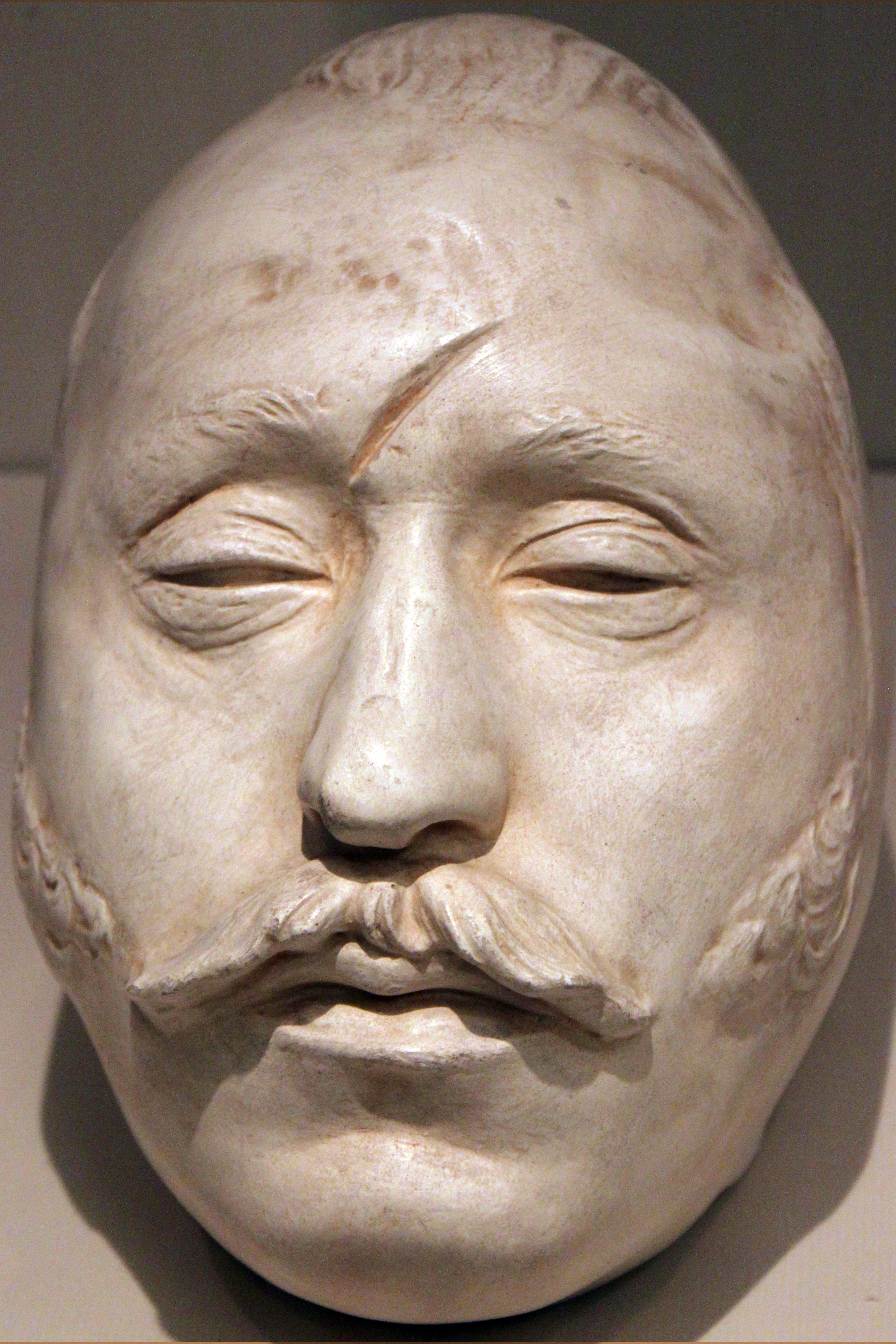
フェルディナント・フォン・シル
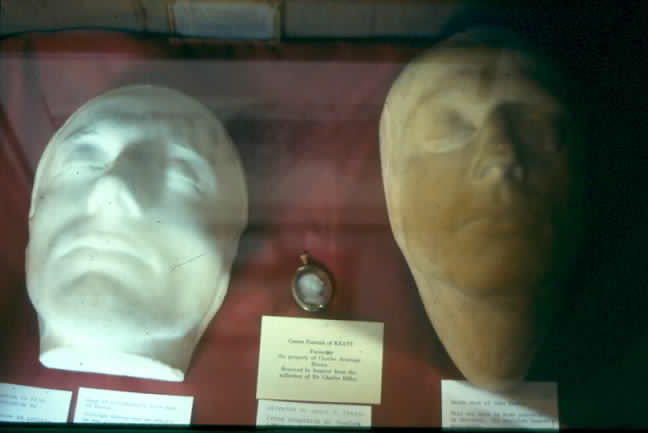
ジョン・キーツ
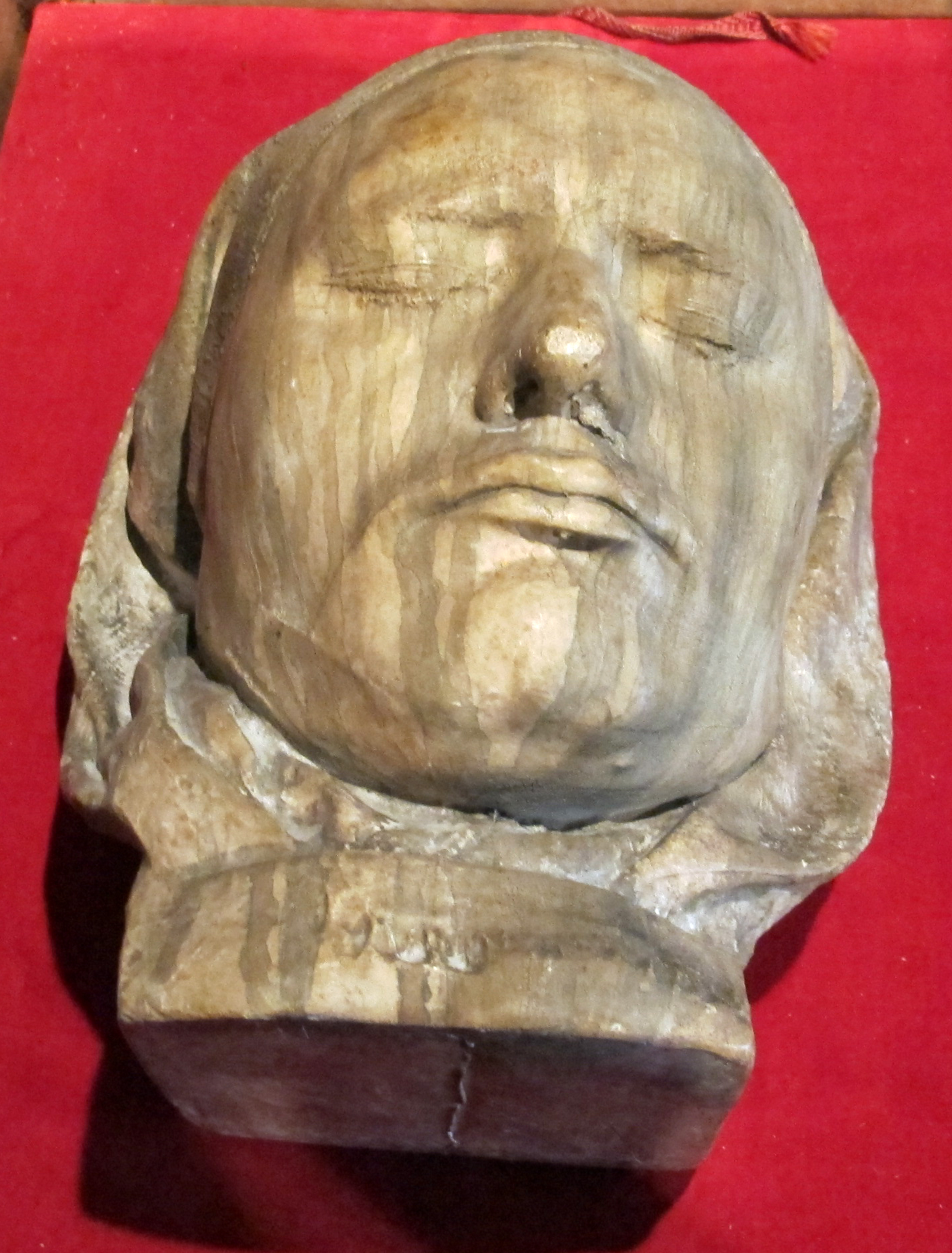
ナポレオン・ボナパルト
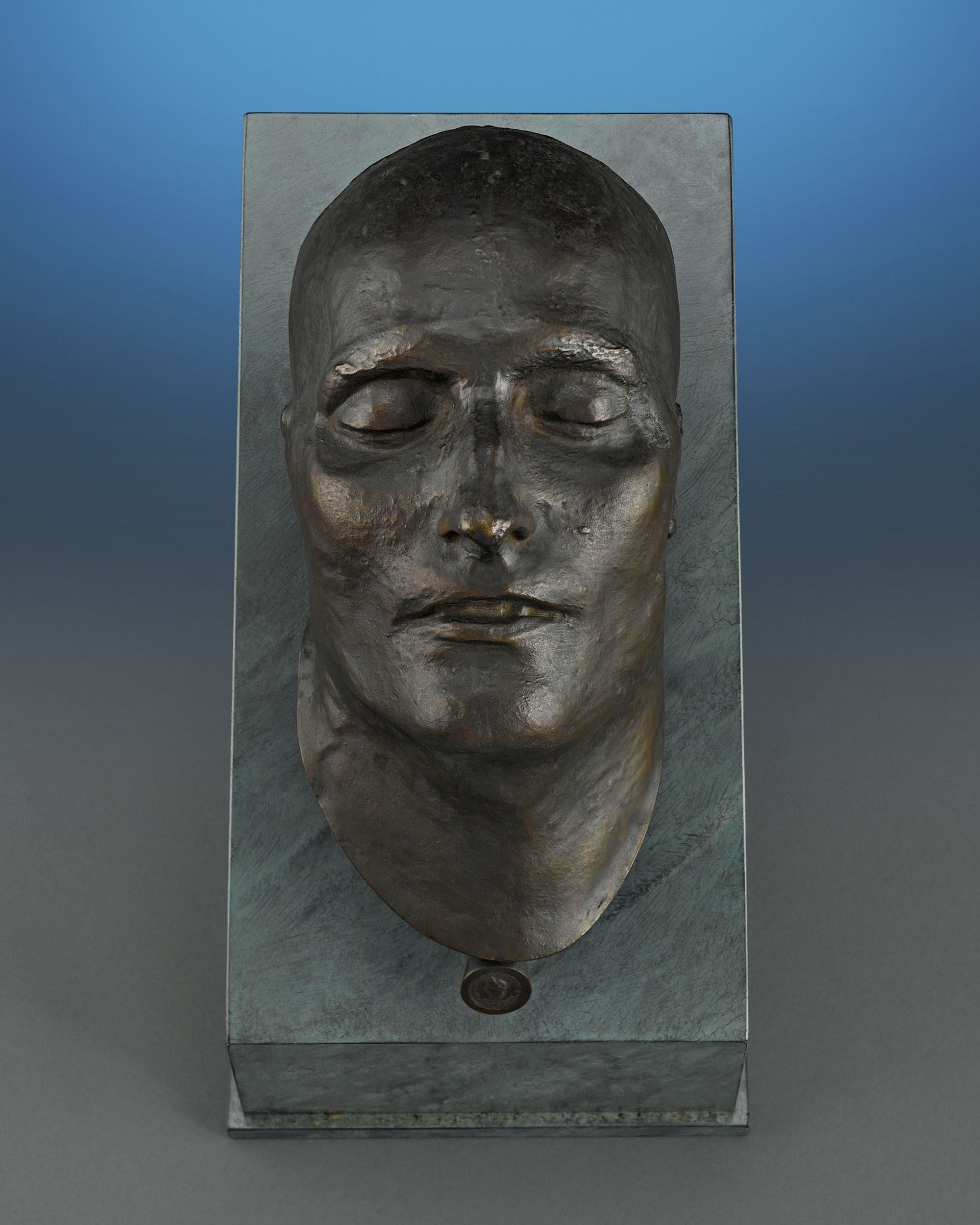
ナポレオン・ボナパルトの青銅製デスマスク（正面）
ナポレオン・ボナパルトの青銅製デスマスク（横）
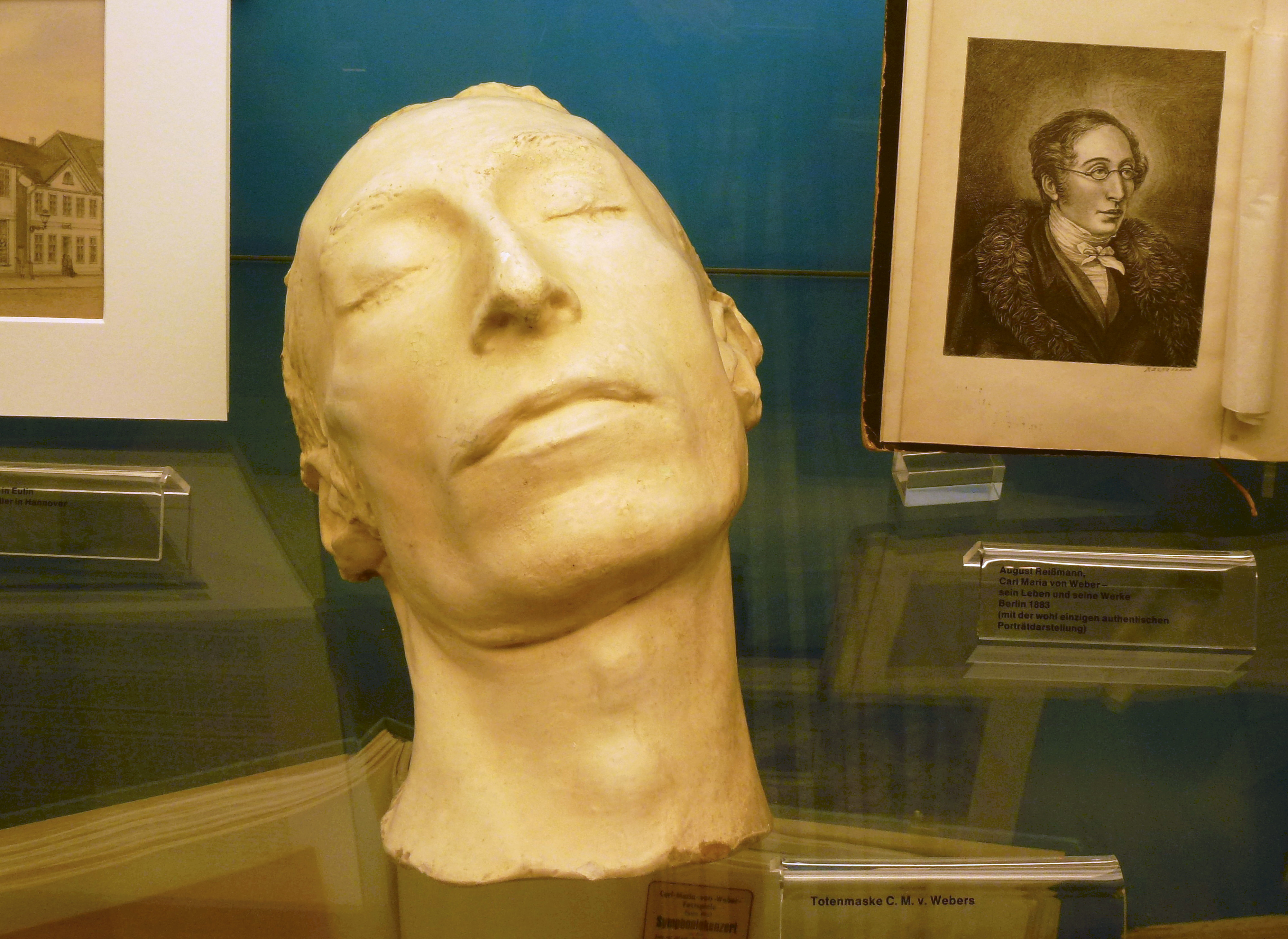
カール・マリア・フォン・ウェーバー
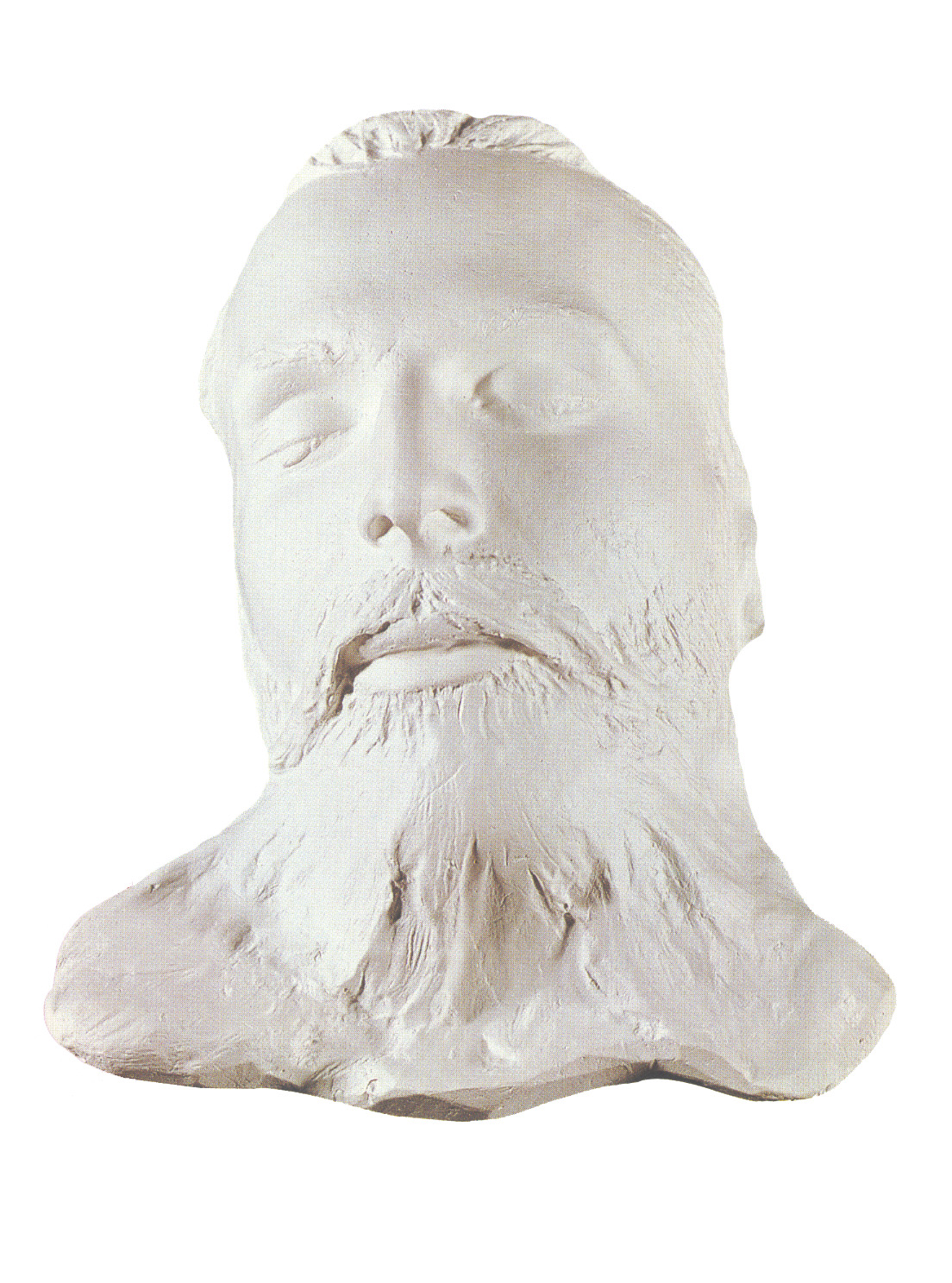
メキシコ皇帝マクシミリアーノ1世
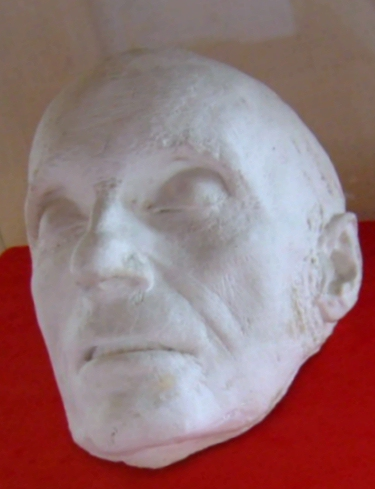
アーダルベルト・シュティフター
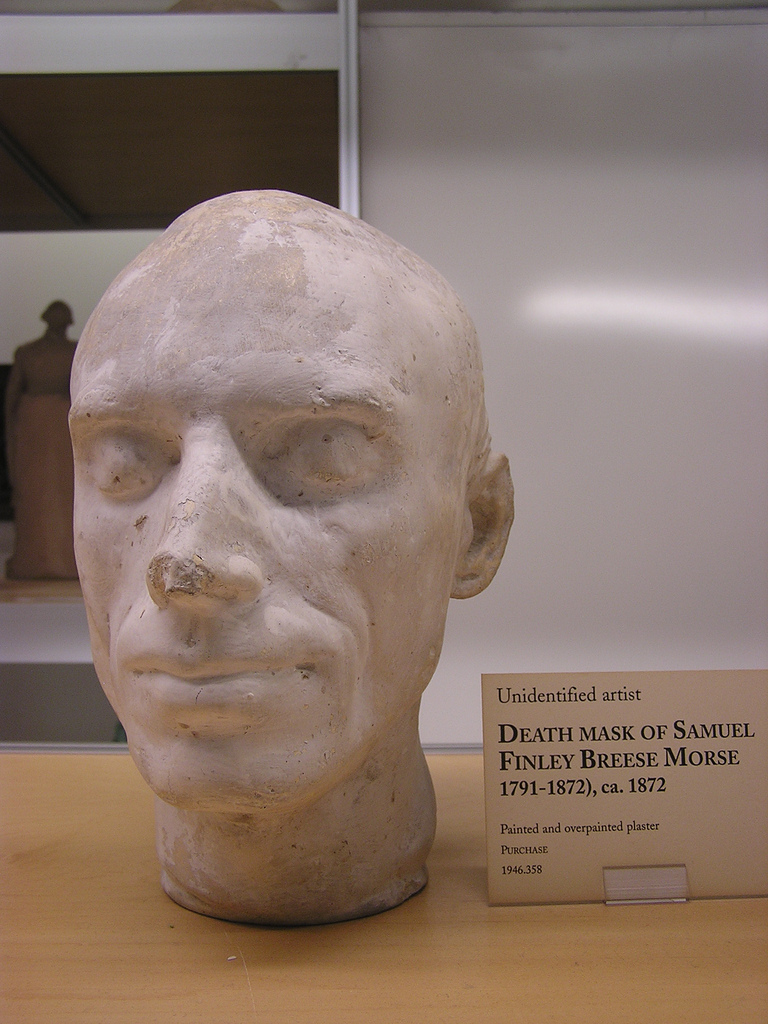
サミュエル・モールス
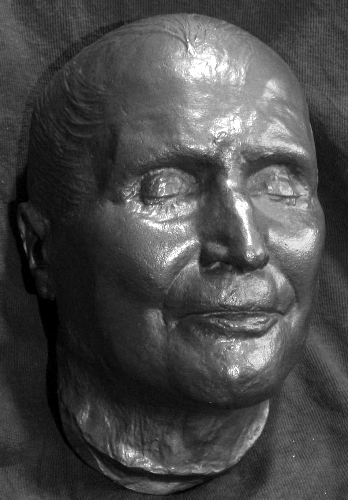
教皇ピウス9世
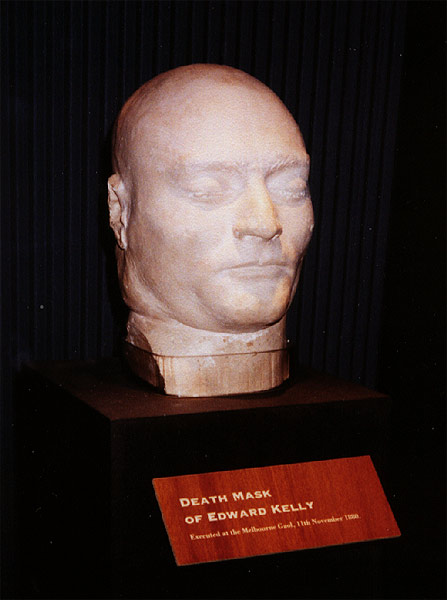
ネッド・ケリー
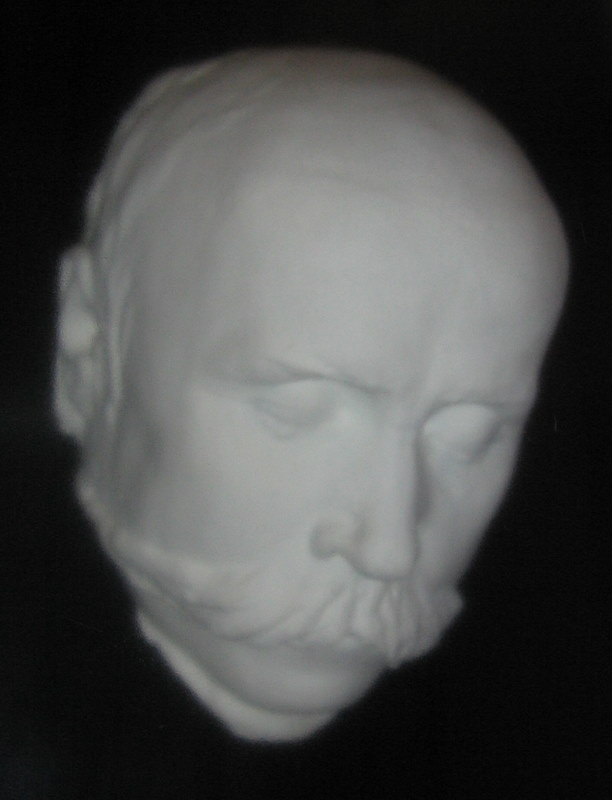
タラス・シェフチェンコ
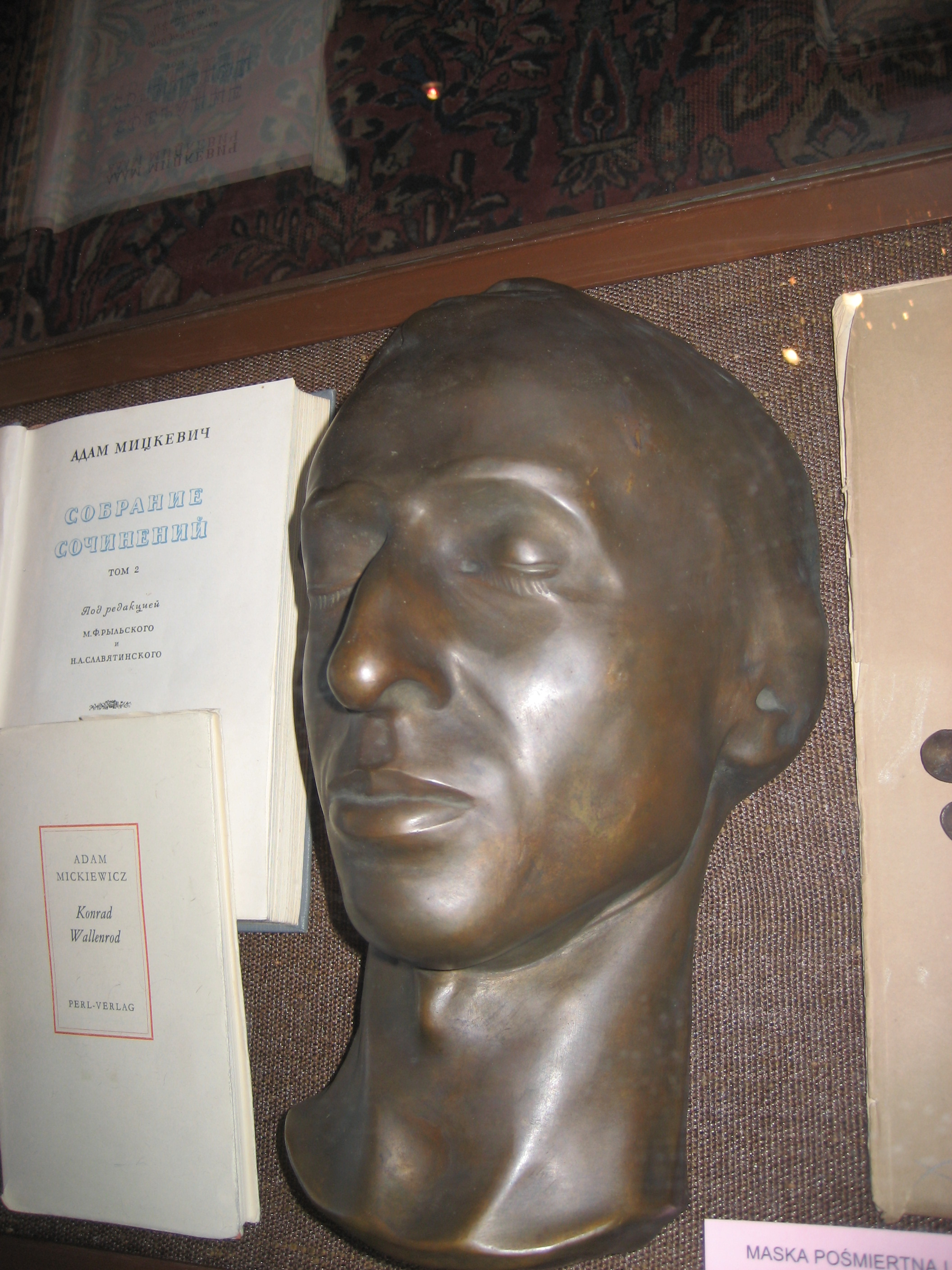
フレデリック・ショパン
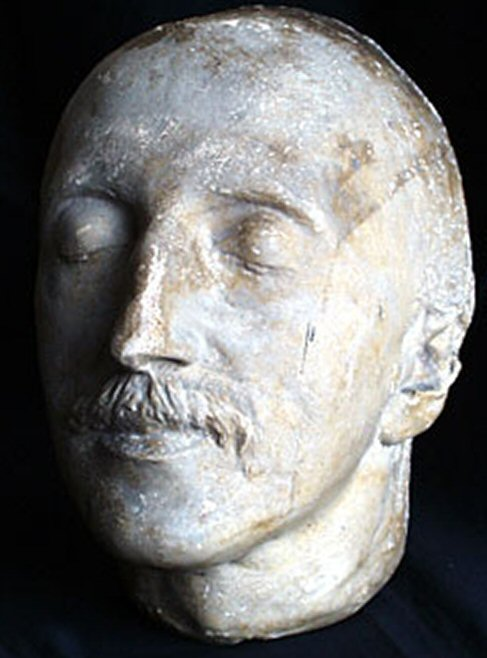
フェルディナント・ラッサール
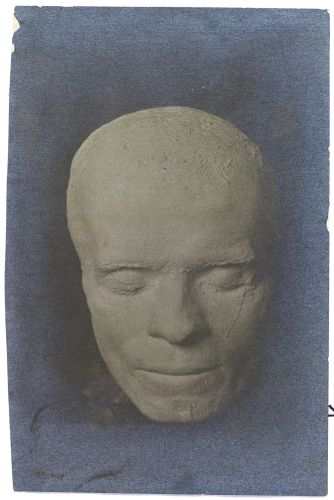
シモン・グレゴルチチ
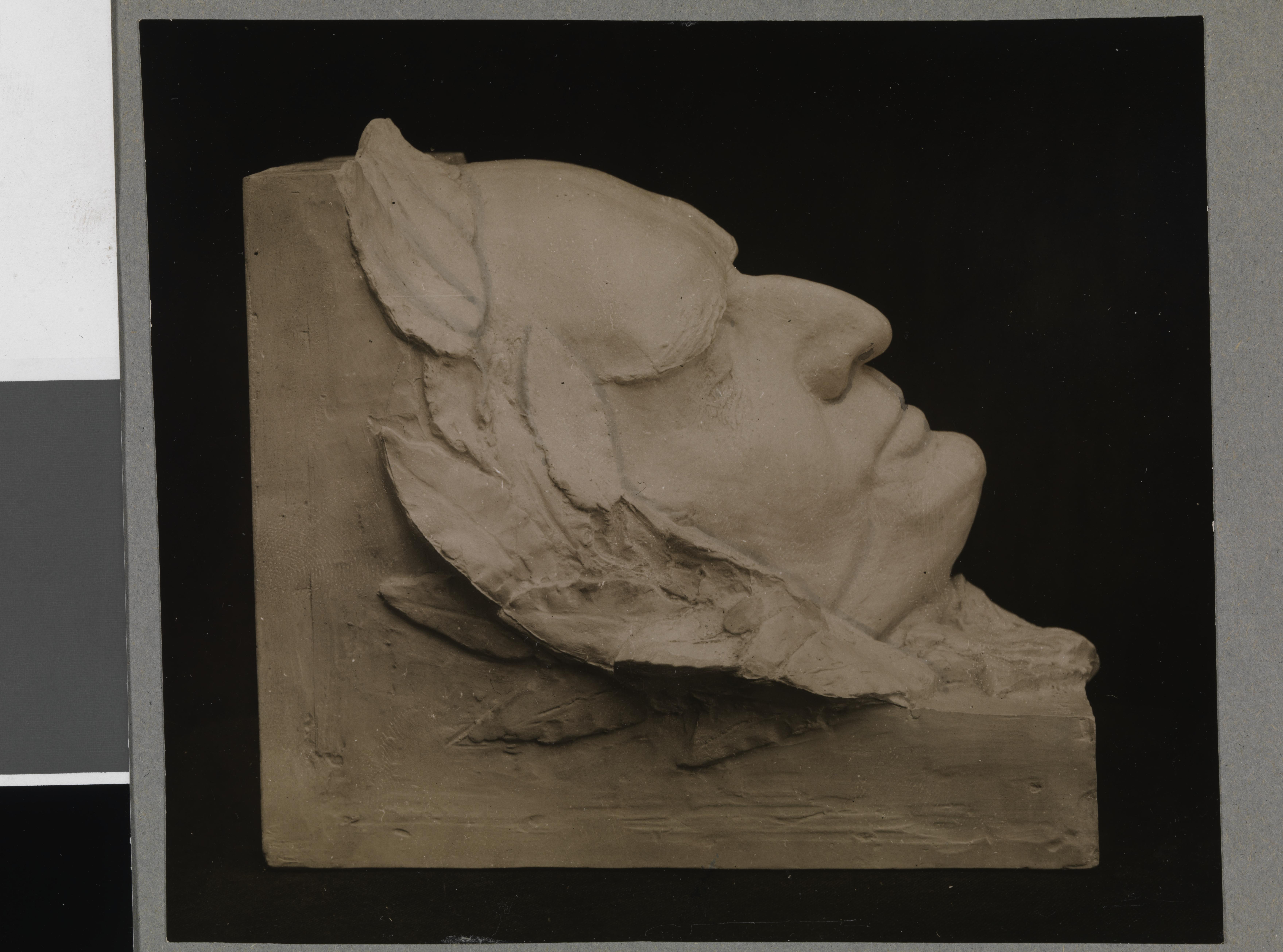
ビョルンスティエルネ・ビョルンソン
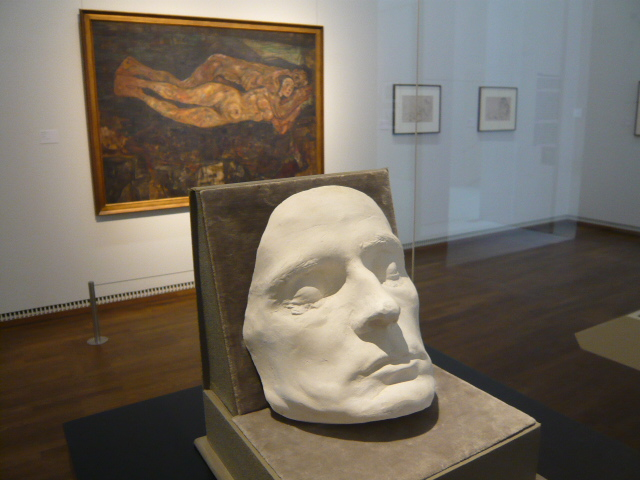
エゴン・シーレ
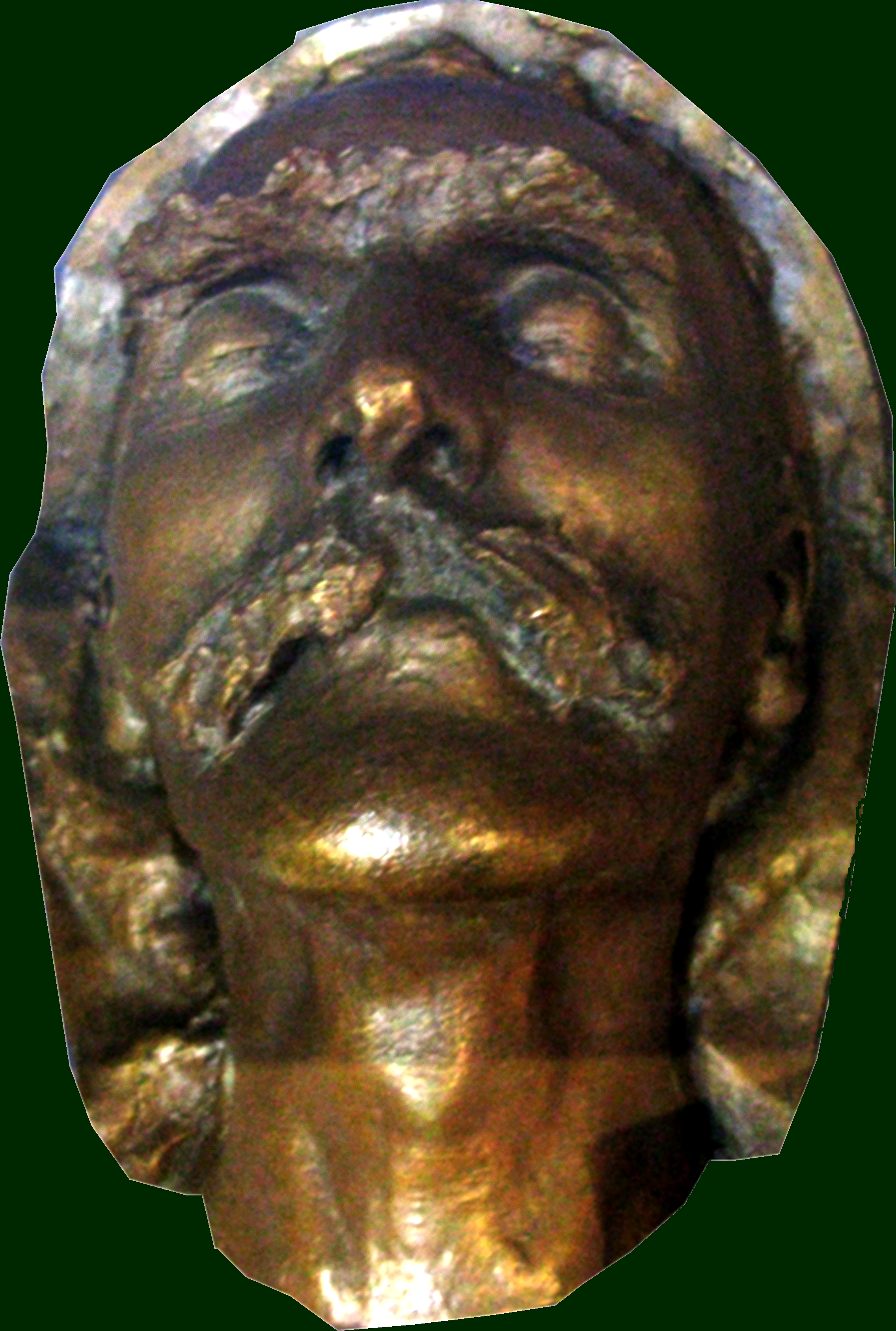
ユゼフ・ピウスツキ

## 対義語
- ライフマスク